# Tsiteljevi
Tsiteljevi (en georgiano: წითელხევი) es un pueblo de Georgia ubicado en el centro de la región de Imericia, siendo parte del municipio de Bagdati.

## Geografía
Tsiteljevi se encuentra a orillas del río Koristskali, a 9 km de Bagdati.  

## Demografía
La evolución demográfica de Tsiteljevi entre 2002 y 2014 fue la siguiente:
| 3075                                            | 2079 |
| (Fuente: Population of Georgia in Soviet times) |      |

Según el censo de 2014, los georgianos constituían el 99,8%.

## Infraestructura

### Arquitectura, monumentos y lugares de interés
En el pueblo hay una iglesia medieval y una Iglesia de la Asunción de la Virgen María del siglo XIX.  

### Transporte
El pueblo está conectado con el centro regional de Bagdad por una carretera. El ferrocarril Tiflis-Batumi pasa por la zona.  